# Trichosanthes homophylla
Trichosanthes homophylla là một loài thực vật có hoa trong họ Cucurbitaceae. Loài này được Hayata miêu tả khoa học đầu tiên năm 1921.